# География Чада
Чад находится в центральной Африке.

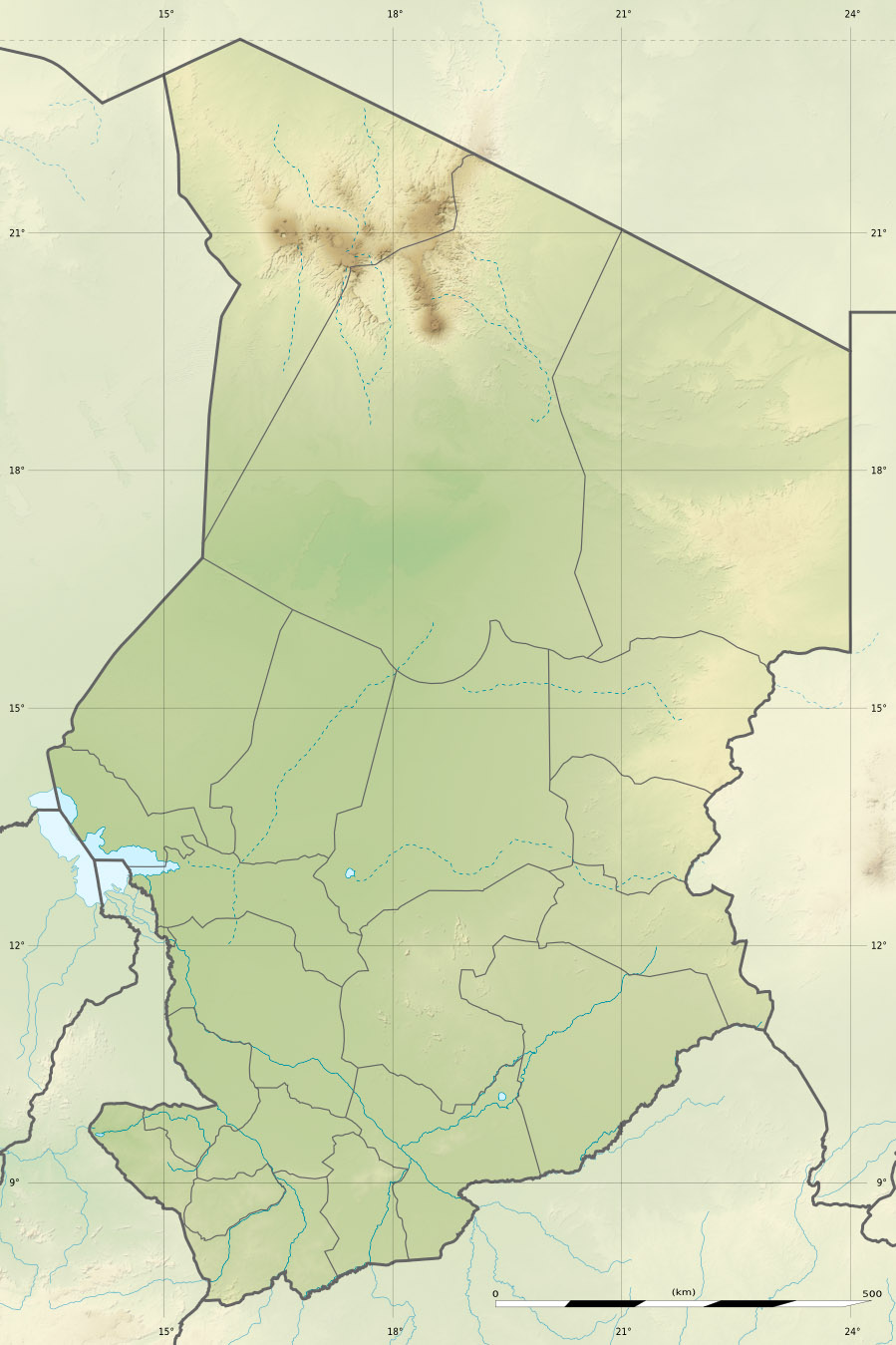
Карта Чада

На территории республики находятся Национальные парки Закума и Манда. Большую часть территории страны занимают равнины и плато, чередующиеся с плоскими впадинами, в одной из которых находится одноименное озеро Чад. На севере расположено массивное древнее нагорье Тибести с вулканом Эми-Куси (3415 м) — самой высокой точкой страны. На востоке находятся плато Эрди, Эннеди и Вадаи. На севере, входящем в пределы пустыни Сахара, распространены песчаные дюны и останцовые холмы (кагас). Юг занимают полупустыни и саванны, встречаются болота, занимающие довольно большие площади.
Площадь:
общая — 1 284 000 км²,
суша — 1 259 200 км²,
водоёмы — 24 800 км².
Протяженность границ с Камеруном — 1094 км, Центральноафриканской Республикой — 1197 км, Ливией — 1055 км, Нигером — 1175 км, Нигерией — 87 км, Суданом — 1360 км.
В Чаде находится метеоритный кратер Гвени-Фада.
На юге страны расположено нефтяное месторождение Болобо.

## Вулканы
| Название  | Высота, м | Координаты                | Последнее извержение |
| --------- | --------- | ------------------------- | -------------------- |
| Абеки     | 2450      | 21°06′ с. ш. 17°00′ в. д. | -                    |
| Эми-Кусси | 3415      | 19°48′ с. ш. 18°32′ в. д. | Голоцен              |
| Ойойе     | 2230      | 20°29′ с. ш. 17°19′ в. д. | -                    |
| Тарсо-Тох | 2000      | 21°20′ с. ш. 16°20′ в. д. | -                    |
| Туссид    | 3265      | 21°02′ с. ш. 16°27′ в. д. | Голоцен              |
| Тарсо-Вун | 3100      | 20°55′ с. ш. 17°17′ в. д. | Голоцен              |
| Тироко    | 2910      | 20°24′ с. ш. 17°31′ в. д. | -                    |
| Йега      | 2500      | 20°22′ с. ш. 17°14′ в. д. | -                    |